# 献公 (晋)
献公（けんこう、? - 紀元前651年）は、中国春秋時代の晋の君主（在位：紀元前676年 - 紀元前651年）。姓は姫、諱は詭諸。武公の子。西虢・虞・魏等の国を攻め滅ぼし、「十七の国を併呑し、三十八の国を服属させた」とある。

## 生涯
太子として、父の武公の晋再統一戦で活躍した。即位してからは、謀臣で大夫の士蔿の献策のもとで、宗家の威勢を脅かし始めた桓叔・荘伯を祖とする公族を滅ぼして宗家の権威を確立し、晋を隆盛させる契機となった。この功により士蔿を大司空に任命した。献公9年、西虢に攻め込まれた。これは、滅亡させた晋の本家の公子たちが西虢へ亡命し、訴願したことによる。献公は西虢を攻めようとしたが士蔿の諫言を容れ止めた。献公16年、軍を増やして二軍とし、献公自身が上軍の将となり、太子申生（共太子）を下軍の将に、献公の御者に趙夙、車右を畢万として、周辺諸国の小国霍・魏・耿を攻め滅ぼし、耿を趙夙に魏を畢万にあたえた。献公17年、申生に命じて東山氏を伐たせた。これで近隣の平定を終えたと見た献公は、献公19年、西虢を誅つために荀息を虞に遣わせて道を借りた（仮道伐虢）。この西虢攻略には3年かかったが、ついに攻め滅ぼした。帰還の途中に虞も滅ぼして併呑し、領土を拡大させた。
しかし、晩年は愛妾の驪姫（異民族の驪戎の娘）の讒言を信じ、太子申生を殺し、公子重耳（後の文公）・公子夷吾（後の恵公）などを遠ざけたために、晋は大きく混乱した。これを『驪姫の乱』と呼び、これ以後、晋は太子以外の公子を国外に出す伝統を守り、このため公族の力が非常に弱くなっていった。

## 家庭
父親：
- 武公（第18代晋公）

兄弟：
- 伯喬（羊舌氏祖）

妃：
- 斉姜 (晋献公夫人)（中国語版）（申生・穆姫母、元武公妾）
- 大戎狐姫（中国語版）（狐突の娘、文公母）
- 小戎子（大戎狐姫の族妹、恵公母）
- 驪姫（奚斉母）
- 少姫（驪姫妹、卓子母）

子女：
- 申生（共太子）
- 文公 重耳（第24代晋公）
- 恵公 夷吾（第22代晋公）
- 奚斉（第20代晋公）
- 卓子（第21代晋公）
- 穆姫（秦の穆公の夫人）